# High-Flyer
High-Flyer, egentligen Ningbo High-Flyer Quantitative Investment Management Partnership, är ett kinesiskt finansföretag (hedgefond). Det har säte i Ningbo, Zhejiang, men dess huvudkontor ligger i Hangzhou, Zhejiang. Företaget har bland annat grundat det helägda AI-företaget Deepseek.
Liang Wenfeng utvecklade tillsammans med två studiekamrater i datavetenskap på Zhejiangs universitet tankar om algoritmstyrd aktiehandel under tiden för finanskrisen 2007–2008. De grundade tillsammans hedgefonden High-Flyer 2016. De använde egenutvecklade aktiehandelsalgoritmer för att välja aktier och säkra investeringsrisker. Företaget växte snabbt genom att producera högre avkastning än genomsnittligt på börsen.
År 2019 bildade High-Flyer också det börsnoterade dotterbolaget High-Flyer Capital Management (Hong Kong) Limited i Hong Kong. Året därpå grundades High-Flyer AI, som utvecklade AI-algoritmer och dess tillämpningar.
År 2023 satte High-Flyer upp en Forskning och utveckling-enhet för utveckling av artificiell generell intelligens med användning utanför aktiehandelsområdet, under namnet Deepseek.